# Free cooler
Un Free Cooler (o raffreddamento libero) è uno scambiatore di calore a pacco alettato impiegato per il raffreddamento di un fluido mediante aria. All'interno di un free cooler, l'aria lambisce le alette di scambio e i tubi alettati entro cui scorre a circuito chiuso il fluido da raffreddare. 
Il nome free cooler fa riferimento al fatto che questa tipologia di scambiatore sfrutta le basse temperature dell’aria ambiente per raffreddare un fluido in sostituzione di un refrigeratore, o chiller, ottenendo freddo a basso costo grazie a un significativo risparmio energetico.
Un free cooler consuma infatti meno energia di un chiller, e limitatamente a quella necessaria ad azionare gli elettroventilatori che provvedono a generare il flusso dell'aria in ingresso, con una portata commisurata al lavoro termico da svolgere, ovvero dissipare energia termica asportando calore dal fluido da raffreddare.

## Refrigerazione a efficienza energetica
I free cooler vengono installati all'interno di macchine frigorifere per aumentare l'efficienza energetica negli impianti di refrigerazione e raffreddamento industriale.
I refrigeratori con free cooler integrato montano ventilatori in due file separate, che asservono rispettivamente il circuito del chiller e quello in free cooling della macchina frigorifera. Quando le temperature dell'aria e le condizioni climatiche lo consentono, il funzionamento in free cooling subentra automaticamente al circuito energivoro del chiller, garantendo la stessa resa di raffreddamento e regolazione della temperatura (termoregolazione), abbassando i consumi di energia elettrica. 
L'installazione di un secondo compressore a velocità variabile nel circuito del chiller, grazie a un inverter di potenza che ne regola la velocità di rotazione, consente inoltre di adattare i consumi elettrici della macchina frigorifera alle effettive esigenze operative del sistema di raffreddamento, al fabbisogno reale della produzione e al contribuito in free cooling del sistema di raffreddamento. Tale soluzione con inverter di potenza incrementa ulteriormente l'efficienza energetica della macchina frigorifera. 

## Dimensionare un free cooler
Il dimensionamento e la progettazione di un free cooler dipendono da diversi fattori, quali ad esempio:
- Tipo di liquido da raffreddare
- Temperatura in ingresso al free cooler del fluido
- Temperatura dell'aria ambiente
- Capacità
- Temperatura in uscita richiesta del fluido
- Massima perdita di carico consentita

## Free cooling adiabatico
La resa di un free cooler dipende dalla temperatura dell'aria ambiente, ed è pertanto strettamente legata alle condizioni climatiche, alle variazioni stagionali e alla posizione geografica di installazione dell'impianto di raffreddamento. È però possibile aumentare la resa di un sistema in free cooling installando un sistema di potenziamento adiabatico.
Questo consiste in un modulo di nebulizzazione di acqua direttamente sul flusso dell'aria in ingresso. L'aria così umidificata viene raffreddata grazie al processo di evaporazione delle particelle d'acqua, processo che sottrae calore all'aria abbassandone la temperatura di circa 5/7 °C.
Un sistema adiabatico richiede una portata ridotta di acqua, incrementando la resa dello scambiatore unendo i vantaggi di un aerorefrigeratore a quelli di un dissipatore evaporativo e aumentando l'efficienza energetica complessiva del sistema di raffreddamento. Un modulo di potenziamento adiabatico può inoltre essere installato anche in retrofit su impianti già esistenti.
L'implementazione di un sistema adiabatico consente di estendere l'impiego del free cooler anche nei mesi in cui le temperature dell'aria esterna ne compromettono il funzionamento ottimale, per sfruttare il sistema in free cooling sia in inverno che in estate. Al termine della stagione calda il sistema adiabatico può essere escluso dal circuito del free cooler, azzerando il consumo di acqua e in maniera da utilizzarlo solamente quando richiesto dalle condizioni meteorologiche. 

## Applicazioni Industriali
Un free cooler trova applicazioni in un'ampia varietà di settori industriali, rappresentando una soluzione di efficienza energetica nell'industria per numerosi settori produttivi, quali ad esempio:
- Power Generation
- Cogenerazione
- Compressori per aria compressa
- Motori endotermici
- Centro elaborazione dati
- Dissipatori remoti
- Elettroradiatori per gruppi d'emergenza
- Raffreddatori a circuito chiuso
- Dissipatori termici per Gen Set